# Richard Abramowski
Richard Abramowski (Biskupiec Pomorski (West-Pruisen), 31 december 1862 - Elbląg, 1 juni 1932) was een Duits kerklieddichter en evangelisch theoloog.

## Biografie
Abramowski was de zoon van de molenaar Rudolph Theodor Abramowski en zijn vrouw Ludovica Jackstowski. Hij studeerde theologie in Berlijn en Koningsbergen. Nadat hij in een aantal plaatsen als dominee heeft gewerkt, werd hij in 1894 Stadtmissionsinspektor in Berlijn. Daar trouwde hij in 1897 met Katharina Barthold, die uit een oude domineefamilie uit Bad Kösen stamde. Vanaf herfst 1904 werkte Abramowski in Oost-Pruisen. Hij werkte daar tot 1929 in Giżycko.

## Publicaties
- Das Feld ist weiß (strofe 3)